# Télé-Junior
Télé-Junior est une ancienne revue pour la jeunesse éditée par les éditions Télé-Junior SA, proposant des bandes dessinées adaptées des séries TV du moment (Les Mystères de l'Ouest, L'Homme qui valait trois milliards, Drôles de dames...) et des dessins animés (Spiderman, Scooby-Doo, Goldorak, Albator...).  Du 31 août 1977 au 28 février 1983, 140 numéros ont paru. Le magazine a été mensuel jusqu’à son numéro 42, du 1er octobre 1980, puis il est devenu hebdomadaire à partir du mardi 14 octobre 1980. Il redeviendra mensuel sur la fin.

## Liste des magazines

### 1resérie:no1(septembre 1977) àno42(octobre 1980)
| No | Date de parution | Périodicité | BD | Concours                                                                                  | Pub | Reportage | Cadeaux                                   |
| -- | ---------------- | ----------- | --- | ----------------------------------------------------------------------------------------- | --- | --- | ----------------------------------------- |
| 1  | Septembre 1977   | Mensuel     | Momo et Ursule (Norbert Fersen) Hong Kong Fou Fou Chapeau melon et bottes de cuir Les Fous du volant (Norbert Fersen) Big Jim: Opération sauvetage l'Escalade perilleuse Les aventures de Mister Magoo Les aventures de Spiderman (Norbert Fersen) Galak             |                                                                                           | Smarties Group Action Joe CEJI Arbois Joustra voiture Satanas Evian Nutella Clairefontaine Kinder Surprise | The Funtastic world of Hanna Barbera Les secrets de Gerard Majax Des phoques heureux WWF Record Guy Drut |                                           |
| 2  | Octobre 1977     | Mensuel     | Les Aventures de Spiderman Momo et Ursul Les Fous du Volant Karl May Hong Kong Fou Fou Chapeau Melon et Bottes de Cuir Les Aventures de Mister Magoo |                                                                                           | Smarties Kinder Surprise Evian Nutella | Ciné Junior: le retour de James Bond "L'Espion qui m'aimait" Votre copain Carlos Réponse à tout Pierrard Gerard Majax présente Les trucs de Gerard Majax Record Guy Drut: les dragsters |                                           |
| 3  | Novembre 1977    | Mensuel     | Les Aventures de Spiderman Scoubidou Big Jim Momo et Ursul Les Fous du Volant Les Aventures de Mister Magoo La Guerre Des Etoiles Chapeau Melon et Bottes de Cuir | 1000 Bornes Edmond Dujardin                                                               | Pyrographe 2000 LEGO Vache Grosjean Typo 2000 Groupe Action Joe Evian Meccano: L'Homme Qui Valait 3 Milliards et Super Jaimie | La Guerre des Etoiles Les Trucs de Gerard Majax Records Guy Drut: une leçon de Skate Les Giraphes Réponse à tout Claude Pierrard | Supplément 16 pages La Guerre Des Etoiles |
| 4  | Décembre 1977    | Mensuel     | Momo et Ursul Les Aventures de Spiderman: La fureur du Lézard Les Aventures de Princess Saphir: Le Tournoi Scoubidou: Scoubidou Fantôme Les Aventures de Mister Magoo Prince Noir: le Proscrit La Guerre Des Etoiles                                                 | Grand concours TELE JUNIOR Rollet                                                         | LEGO La Vache Grosjean Group Action Joe: le Bathyscaphe Train LIMA Vidéojeu Philips Smarties | TELE NOEL: TF1, A2, FR3 RDV de Noël avec Pierre Perret et Alain Souchon Les Trucs de gerard Majax Banc d'essai: Group Action Joe Isidore le paresseux WWF Records Guy Drut: Michel Platini le football en fête Réponse à tout Claude Pierrard                                                        | Supplément 16 pages La Guerre Des Etoiles |
| 5  | Janvier 1978     | Mensuel     | Momo et Ursul Prince Noir Les Brigades du Tigre: ce siecle avait 7 ans La Guerre Des Etoiles Chapeau Melon et Bottes de Cuir: Le Mystère de la planète "Y" Les Aventures de Mister Magoo Les Aventures de Spiderman: 10 000 dollars pour la capture de ...           |                                                                                           | LEGO Vidéojeu Philips La Vache Grosjean Le Grand Fichier du Sport | Le studio Idefix sur la piste des Daltons Interview René Goscinny Les Trucs de gerard Majax Au pays des fous Records Guy Drut: Les Acrobats de la Neige Réponse à tout Claude Pierrard | Supplément 16 pages La Guerre Des Etoiles |
| 6  | Février 1978     | Mensuel     | Les Mystères de l'Ouest: Le Noir te va si bien! Scoubidou Les Brigades du Tigre: Les Vautours Mister Magoo: Mister Magoo entre dans la danse Satanas: joue et...perd! La Guerre des Etoiles: 4ème partie Les Aventures de Spiderman: Signé Scorpion                  |                                                                                           | Meccano: L'Homme Qui Valait 3 Milliards et Super Jaimie Nesquik 24 fiches Safari LEGO Playmobil: Klicky TELEPARADE MECCANO: La Guerre des Etoiles                                                                                | Les deux compères des "Mystères de l'Ouest" Clo-Clo tambour battant Visite à la ferme des Autruches Moto sur glace à 160Km/h le Cirque Jean Richard Les Trucs de gerard Majax Réponse à tout Claude Pierrard                                                                                         |                                           |
| 7  | Mars 1978        | Mensuel     | Momo et Ursul Les Brigades du Tigre: "Nez de chien" La Guerre des Etoiles Les Aventures de Mister Magoo: Magoo connait la manoeuvre Les Mystères de l'Ouest: Choc en retour Les Aventures de Spiderman: l'Ange Gardien                                               |                                                                                           | MECCANO: La Guerre des Etoiles Faller Italaerei Kinder Surprise Chambourcy Playmobil Smarties Nesquik Karl May Mattel TELEPARADE n°2 Meccano: L'Homme Qui Valait 3 Milliards et Super Jaimie                                     | L'Homme qui valait 3 millards Dave Le gentil loup des mers Les Trucs de gerard Majax L'histoire du cirque par Jean Richard Les lemuriens Argentine 78: l'équipe de France de football Records Guy Drut: La gymnastique rythmique et sportive Réponse à tout Claude Pierrard                          |                                           |
| 8  | Avril 1978       | mensuel     | Momo et Ursul Prince Noir: Le Secret de la Peur La Guerre des Etoiles: Les Lunes de Yavine Les Aventures de Mister Magoo: Mister Magoo et les petits hommes verts Les Mystères de l'Ouest: Tout ce qui brille... Les Aventures de Spiderman: l'Araignée voit...rouge | SOS Animaux d'Afrique Grand concours Grand concours TELE-CIRCUS TELEPARADE N°3 Chambourcy | Meccano: L'Homme Qui Valait 3 Milliards et Super Jaimie Smarties Faller Italaerei LEGO Playmobil Fromage Tintin Karl May Mattel MECCANO: La Guerre des Etoiles Play Fit badmintennis et scoop                                    | Special coupe du monde: Mundial 78 En Argentine tout est prêt Ciné Junior: L'Homme Araignée Les Trucs de gerard Majax Les Animaux en liberté: le rhinocéros L'Histoire du cirque par Jean Richard Réponse à tout Claude Pierrard Garcimore a été lancé par les jeunes                                | 4 autocollants de Gauchito                |
| 9  | Mai 1978         | Mensuel     | L'Homme qui Valait 3 Milliards Les Aventures de Mister Magoo: Mister Magoo et l'ennemi public n°1 La Guerre Des Etoiles Prince Noir: le Guérisseur Les Aventures de Spiderman: en Double... Les Mystères de l'Ouest: trafic de nuit O.V.N.I. (par Chakir)            | Grand Concours: Kalkitos Deviens reporter TELEJUNIOR (Club Télé Junior)                   | Play Fit badmintennis et scoop Le nouvel almanach de Pierre, Pic et Martine Patinettes TELEPARADE n°4 MECCANO: La Guerre des Etoiles Playmobil Dophi Tee-shirt Le rodéo Gyrojet: Meccano Le roller Slide: Meccano Shoot: Meccano | Joe, un chien pas comme les autres 1, Rue Sésame avec Toccata et Mordicus Chanson Junior par Michel Drucker: Sheila, Alain Chamfort, Space Art, Adamo Le Grand Cri Des Gorilles La Leçon de Skate Les Trucs de gerard Majax Records Guy Drut: Résultats du Mundial 78 Réponse à tout Claude Pierrard | 4 autocollants de l'Homme Araignée        |
|    |                  |             | |                                                                                           | | |                                           |
|    |                  |             | |                                                                                           | | |                                           |